# Bunodactis mexicana
Bunodactis mexicana is een zeeanemonensoort uit de familie Actiniidae.
Bunodactis mexicana is voor het eerst wetenschappelijk beschreven door Carlgren in 1951.